# Rabbi Nehemiah
Rabbi Nehemiah (ebraico: רבי נחמיה) (Israele, II secolo – ...) era un saggio ebreo, rabbino Tanna della 4ª generazione (135 – 170 e.v.).
Gli si attribuisce l'opera Mishnat ha-Middot (ebraico: מִשְׁנַת הַמִּדּוֹת; "Trattato delle Misure" - circa 150 e.v.), il primo testo ebraico di geometria, sebbene alcuni storici lo datino posteriormente e lo ritengano scritto da autore ignoto.  La Mishnat ha-Middot oppone la comune credenza che la Bibbia definisca il rapporto geometrico di π (pi greco) col valore esatto di 3, basato sulla descrizione su 1 Re 7:23 (e 2 Cronache 4:2) del "bacino di metallo fuso" situato all'esterno del Tempio di Gerusalemme con diametro di 10 cubiti e una circonferenza di 30 cubiti. Affermava che il diametro del bacino fosse misurato dall'orlo esterno, mentre la circonferenza era misurata lungo l'orlo interno, che con un orlo che è largo un palmo (come descritto su 1 Re 7:24 e 2 Cronache 4:3) dà un rapporto dall'orlo circolare che si avvicina al valore reale di π.